# Hush (Buffy the Vampire Slayer)
Hush es el décimo episodio de la cuarta temporada de Buffy the Vampire Slayer.
El episodio fue altamente alabado cuando se emitió y fue el único episodio de la serie nominado a un Emmy por Mejor guion por serie dramática; también recibió una nominación por Destacada Cinematoggrafía para una Serie con una Cámara Michael Gershman.[cita requerida] Silencio, título en español, trata de los límites del lenguaje y la comunicación y como el sentido de comunidad es interrumpido por el silencio utilizando alusiones a los cuentos de hadas. The Gentlemen son considerados uno de los villanos que más asustan,[cita requerida] y el episodio suele ser incluido en listas sobre los mejores episodios de Buffy.[cita requerida]

## Argumento
Buffy (Sarah Michelle Gellar) tiene un sueño en el que besa a Riley (Marc Blucas) delante de toda la clase, pero al hacerlo oscurece y ve a una niña con una caja en las manos cantando. Riley le toca el hombro al tiempo que se transforma en un hombre cadavérico de aspecto horroroso, y en ese momento despierta.
A Giles (Anthony Stewart Head) le parece familiar la canción que cantaba la niña e inicia una investigación. Anya (Emma Caufield) se queja de que no significa nada para Xander (Nicholas Brendon). Giles quiere que Xander se lleve a Spike (James Marsters) unos días porque viene una amiga a visitarle. Willow acude a un taller de brujería donde conoce a una tímida chica llamada Tara (Amber Benson), y descubre que en el taller no se hace magia de verdad.
En la torre de un reloj un hombre como el del sueño de Buffy abre una caja semejante a la que llevaba la niña. Mientras los habitantes de la ciudad duermen algo sale de sus bocas, yendo a parar a la caja. El caballero la cierra. A la mañana siguiente, los habitantes de Sunnydale descubren que no pueden hablar.
La Iniciativa (el comando militar) se pone en alerta para vigilar la ciudad. Buffy también sale a patrullar. Esa noche, se encuentra con Riley y se besan. También esa misma noche, más tarde, los caballeros del sueño y sus ayudantes salen por la ciudad. Un par de ellos van a los dormitorios de la facultad y le extraen el corazón a un chico entre sus gritos inaudibles. De vuelta en la torre los caballeros han reunido tres corazones.
Giles averigua de qué se trata y reúne a la pandilla en un aula de la facultad para explicárselo mediante transparencias: los caballeros son monstruos de los cuentos de hadas que quieren corazones. Así, llegan a una ciudad, roban todas las voces y después matan para conseguir los siete corazones que necesitan. En los cuentos ninguna espada puede matarles, pero una vez la princesa gritó y murieron todos.
Tara sale en busca de Willow, pero se tropieza con los caballeros. Mientras tanto, Riley y Buffy, que estaban patrullando siguiendo a los ayudantes de los caballeros, se encuentran en la torre del reloj y descubren sus respectivos secretos.
En casa de Giles, Xander abre la puerta y al ver a Anya dormida en el sofá y a Spike cerca con sangre en la boca, piensa que Spike la ha atacado, por lo que sin pensarlo dos veces se lanza a golpear a Spike hasta que Anya le detiene. Se besan y Anya se da cuenta de que sí es importante para Xander.
Por su parte, Tara y Willow consiguen, mediante magia, mover una máquina para atrancar la puerta y que no les atrapen los caballeros. Tara le explica a Willow que fue a buscarla porque se fijó en ella en el grupo de brujería y creyó que podrían hacer un hechizo para recuperar las voces.
Finalmente, en la torre, Buffy le indica a Riley que abra la caja que hay sobre una mesa y, una vez recuperada su voz, grita, matando así a los caballeros. Ahora, con las voces de vuelta, tienen mucho de qué hablar pero se quedan en silencio.

## Reparto

### Personajes principales
- Sarah Michelle Gellar como Buffy Summers.
- Nicholas Brendon como Xander Harris.
- Alyson Hannigan como Willow Rosenberg.
- James Marsters como Spike.
- Anthony Stewart Head como Rupert Giles.

### Apariciones especiales
- Amber Benson como Tara Maclay.
- Marc Blucas como Riley Finn.
- Emma Caulfield como Anya Jenkins.
- Lindsay Crouse como Maggie Walsh.
- Phina Orouche como Olivia.
- Leonard Roberts como Forrest Gates.

### Personajes secundarios
- Brooke Bloom como bruja.
- Jessica Townsend como bruja.
- Camden Toy como Caballero.
- Charlie Brumbly como Caballero.
- Doug Jones como Caballero.
- Don W. Lewis como Caballero.
- Carlos Amezcua como presentador de televisión.
- Elisabeth Truax como niña.
- Wayne Sable como estudiante.

## Producción

### Guion

#### Idea y fuentes del proyecto
Según el creador de la serie Joss Whedon, la idea de hacer un episodio completamente sin diálogo le había rondado durante bastante tiempo. Más aún cuando los fanes habían dicho de la serie que los diálogos eran una de las cosas que más les gustaban de la serie. Whedon tomó esto como un desafío y una manera de revitalizar la serie, experimentando con cosas nuevas.
El episodio se alimenta de varias obras literarias, cinematográficas o de televisión. Los cuentos de hadas juegan un papel importante, así como el universo de las pesadillas infantiles que ilustra la secuencia del sueño antes de los créditos. Joss Whedon cita también A Nightmare on Elm Street de Wes Craven como fuente de inspiración para esta escena y la canción cantada por la niña, así como Silence of the Lambs para la escena donde el personaje de Tara toca a la puerta de una habitación, que el espectador cree por un montaje paralelo que es la de Willow, de la misma forma que cree que el oficial del FBI Jonathan Demme rodea la casa del asesino en serie. Cita también a John Woo en la escena donde Buffy y Riley se ven antes del combate final. Finalmente cita a Woody Allen para la utilización del plano secuencia en la escena, aún con diálogo, en La Iniciativa. Ya había hecho referencia al director y a esa secuencia en el episodio Inocencia (II).
El episodio está lleno de referencias culturales; Superman, cuando Forrest cita a Clark Kent y a los problemas impuestos por una identidad secreta, o Pink Floyd citados por Giles.
Por otro lado, Whedon explica que quiso siempre hacer de Buffy un verdadero trabajo visual. El silencio impuesto a los actores y actrices les permite desde ese momento experimentar de otra forma las emociones de sus personajes. Los autores de la serie subrayan sobre todo el trabajo de mímica de los actores que interpretan a los Caballeros. Souglas Petrie, escenarista y productor ejecutivo, indica que de esa forma el mayor efecto especial que puede aterrorrizar al espectador es la sonrisa de los Caballeros. Whedon también indica la calidad de interpretación de los actores como compuesto esencial del éxito del episodio.

#### Los Caballeros
Las fuentes de inspiración del origen de los Caballeros son múltiples. Según el escenarista y productoor Douglas Petrie, los Caballeros son directamente inspirados por los cuentos de los hermanos Grimm.[cita requerida] Los contribuidores del libro dirigido por Martin Winckler, Los Espejos Oscuros, evocan a la película muda de Murnau Nosferatu, el vampiro. Joss Whedon cita todo lo que puede dar miedo: Nosferatu, Pinhead, el universo de Tim Burton o incluso el Señor Burns, el capitalista estereotipado de Los Simpson.

#### Problemas de producción
El creador de Buffy indica por otro lado que la escena donde los Caballeros le arrancan el corazón a un estudiante, está íntimamente ligada a sus sueños de infancia, lo que explica el punto de vista utilizado. Para esta escena, Whedon tuvo que imponer a la producción el contra picado, única forma de respetar el punto de vista de su sueño. Esto suponía tener una lámpara en el estudio, cosa rara en las series de televisión.
De manera más general, las escenas con los demonios eran un desafío técnico. Según Loni Perestere, responsable de los efectos especiales,[cita requerida] las escenas de desplazamientos de los Caballeros eran particularmente difíciles, ya que no era posible utilizar imágenes. Whedon explica en detalle el dispositivo- En las escenas donde los Caballeros se desplazan son de hecho marionetas sobre plataformas, suspendidas de una grúa enorme, o en otros planos, los actores sobre un carro sobre railes. El objetivo era hacerlos desplazarse suavemente, deslizándose por encima del suelo. Esta idea hizo que Whedon tuviera que adaptar el decorado. Quería por ejemplo que el recorrido de los Caballeros, en el minuto 25, permitiera ver la totalidad de los decorados, y no solo una calle. Para ello fue preciso hacer atravesar a los actores sobre un caro en la totalidad del plató.

#### Interpretación
Rhonda Wilcox ve en los Caballeros una representación del patriarcado: es un grupo de seres idénticos, una clase, hombres blancos, flotando por encima del suelo y por ende, de los demás, con sirvientes, descritos por Whedon como de la era victoriana en sus formas y sus vestidos. Son representados «mirando a través de las ventanas, tocando a las puertas.» Entran allí donde no han sido invitados, penetran en la habitación de la primera víctima desde su punto de vista: sus acciones son equivalentes a una violación.
Para Kelly Kromer, los Caballeros pueden ser objeto de un análisis psicoanalítico. Su aparición misteriosa, sus orígenes (Giles los describe como monstruos de cuentos de hadas), sus movimientos, todo un ser de pesadilla, concentrando los miedos infantiles. Entre estos, Kromer cita el miedo al mundo adulto, de la vejez, de la medicina (los Caballeros utilizan un escalpelo, un aspecto victoriano junto a sus dientes metálicos pueden hacer también de ellos la representación de los miedos a la industrialización. Finalmente, como para Wilcox, el símbolo de la penetración y de la relación sexual forzada.

## Característica especial del episodio

### Ausencia de diálogo
El aspecto formal del episodio, la ausencia de palabra durante casi los dos tercios de su duración, es presentado por Whedon como un desafío para sí mismo, pero también para los actores. En el audiocomentario del episodio, el creador de la serie habla muchas veces del papel que juegan como actores Sarah Michelle Gellar y Alyson Hannigan. A propósito del papel que juega esta última en la escena de presentación de los Caballeros, Whedon piensa que podría haber sido una gran actriz del cine mudo. La referencia al cine mudo sigue, los Caballeros están directamente inspirados en Nosferatu, el vampiro de Murnau, y los actores que lo interpretan son mimos.
Este aspecto formal obliga, pues, a los actores a nuevos desafíos. Permite también variaciones sobre escenas arquetípicas como la de la presentación de Giles sobre el problema y su solución., o la del primer beso «real» entre Buffy y Riley, que, según Whedon, hubiera sido ridícula con diálogos. Sin embargo, aquí, en un «impulso fogoso pueden besarse por primera vez, sin molestarse en decir algo.»

### Importancia narrativa
Como lo señalan las contribuciones de Espejos oscuros, el aspecto del episodio no solo es formal, está al servicio de la intensidad narrativa. Obligados a estar en silencio, los personajes deben expresarse de otra manera, dando la vuelta a las relaciones habituales, acelerando las intrigas relacionadas con sus relaciones. Buffy y Riley se besan por primera vez, primero en sueños, luego «realmente»; descubren la identidad secreta del otro, lo que lleva a Buffy a acercarse a la Iniciativa y a Maggie Walsh; Xander admite por primera vez sus sentimientos por Anya, más allá de la atracción física.
Finalmente, el episodio es el primero en el que aparece el personaje de Tara. Este nuevo personaje juega un papel importante en la lucha contra los Caballeros. Su encuentro con Willow anuncia su relación amorosa. Whedon afirma que en el momento de rodar la escena donde mueven juntas, con magia, la máquina de bebidas para que la puerta no pueda abrirse y protegerse así de los demonios, el equipo artístico no sabía sobre el futuro de la relación. El director, simplemente quería una escena «bonita, muy física, profunda». Sin embargo, en el mismo audiocomentario, Whedon parece contradecirse y afirma, hablando de la escena que representa «la definición del amor.» Dos personas haciendo algo que por sí solos no podrían.

### Premios
En el 2000, Joss Whedon fue nominado como mejor escenarista para una serie dramática en inglés en los Emmy. Silencio, título en español, fue nominado el mismo año en la categoría Mejor Cinematografía Destacada para una Sola Cámara en una Serie. Es el único episodio de Buffy que ha sido nominado por un premio en relación con su realización o guion. La serie, sin embargo, ha sido nominada varias veces por maquillaje, peluquería, música o los efectos especiales y ha recibido premios en 1998 por la mejor composición musical de Christophe Beck y de mejor maquillaje.

## Análisis
De manera intencional por parte de Joss Whedon y analizado por Sarah Skwire, el episodio retoma la estructura de los cuentos de hadas. Giles es el sabio anciano que enseña sus conocimientos en la presentación de los Caballeros, Buffy es la princesa y, «una vez que besa por primera vez a Riley, su héroe, los monstruos son vencidos, el mundo está temporalmente a salvo y la pareja  termina junta,». De la misma manera, según Whedon, los personajes de Tara y de Olivia son introducidos para representar a personas menos experimentadas que los héroes de la Scooby Gang, personas que estarían tan asustados como niños ante un cuento de hadas terrorífico. Según Whedon, el personaje de Tara, que, a los treinta minutos, sale al campus con sus libros de brujería en la mano, es «la niña que se adentra en el bosque en la noche».
De todos modos, muchos elementos terminan por subvertir esa estructura: en lugar de estar encerrada en la torre como toda buena princesa, Buffy se introduce en ella rompiendo las ventanas y lucha, en lugar de esperar a ser salvada. La escena de presentación de Giles es un ejemplo de esa subversión. El «sabio anciano» comunica su saber con transparencias proyectadas en la pared como un profesor, donde se encuentran las figuras clásicas del cuento, princesas y monstruos. Pero las imágenes que utiliza son sus propios dibujos, tan realistas como los dibujos hechos por un niño, y se transforman en imágenes «gore». Incluso pone una banda sonora a la escena que acompaña a las imágenes cambiando de intensidad cuanto más se adentran en el objetivo de los Caballeros. Finalmente, su exposición de «sabio anciano» es interrumpida por las preguntas de su público, algunas de las cuales rompen la intensidad del momento. Haciendo gestos para dar la idea de que intenta matar a los Caballeros con una estaca, Buffy hace creer a sus compañeros que se trata de una masturbación, pasaje que Whedon no entiende por qué no fue censurado. Más tarde, la Cazadora levanta un dedo para «pedir la palabra», imitando un gesto habitual en una situación colectiva, o se queja de que Giles le dibujó las caderas demasiado gruesas. Selon Whedon, esta última idea la sugirió la actriz que interpreta a Buffy, Sarah Michelle Gellar.[cita requerida] La mezcla de géneros en esta escena «clásica» de presentación contribuye también a la subversión del cuento.